# Девід Робертс (хокеїст)
Девід Ленс Робертс (англ. David Lance Roberts, нар. 28 травня 1970, Аламеда) — американський хокеїст, що грав на позиції крайнього нападника. Грав за збірну команду США. У 1994 році брав участь у зимових Олімпійських іграх у Ліллегаммері.
Його батько — Даг Робертс, також був гравцем НХЛ.

## Ігрова кар'єра
Професійну хокейну кар'єру розпочав 1993 року.
1989 року був обраний на драфті НХЛ під 114-м загальним номером командою «Сент-Луїс Блюз».
Протягом професійної клубної ігрової кар'єри, що тривала 12 років, захищав кольори команд «Сент-Луїс Блюз», «Едмонтон Ойлерс», «Ванкувер Канакс», «Айсберен Берлін» та «Цуг».
Загалом провів 129 матчів у НХЛ, включаючи 9 ігор плей-оф Кубка Стенлі.
Виступав за збірну США.